# The Adventures of Mimi Tour
Tournées par Mariah Carey
Charmbracelet World Tour
(2003-2004) Angels Advocate Tour
(2009-2010)
The Adventures of Mimi: The Voice, The Hits, The Tour est la sixième tournée de l'artiste américaine Mariah Carey. Cette tournée doit promouvoir l'album The Emancipation of Mimi mais elle reprend quelques chansons de ses albums précédents. Elle visite, l'Afrique, l'Amérique du Nord et l'Asie. Débutant le 22 juillet 2006, elle comporte deux concerts en Afrique, 32 en Amérique du Nord et six en Asie.

## Genèse
Durant le premier trimestre 2006, Carey signe un contrat avec Pepsi qui a écrit et produit plus de 20 sonneries disponible sur les téléphones Motorola. Avec ce projet, Carey dit : « J'ai beaucoup de chance avec ce projet. C'est très créatif car je peux faire des choses que je n'aurais jamais pu faire pour un album ». De plus, Carey annonce plusieurs dates pour sa prochaine tournée, The Adventures of Mimi: The Voice, The Hits, The Tour,,. La tournée dure sur quarante dates dont 32 aux États-Unis et au Canada, deux en Afrique et six au Japon. Les tickets se vendent à partir du 2 juin 2006 et Randy Jackson n'est autre que le directeur de la tournée,. Selon elle, la tournée est une célébration de l'un des moments les plus importants de sa carrière, reprenant plusieurs tubes ainsi que des chansons de l'album. Dans une interview, elle explique la tournée et la musique qu'elle va interpréter :

« Avec cette tournée, je travaille sur différents arrangements pour mes anciennes chansons pour leur donner un petit peu plus de vie. Je ne suis pas en train de dire que nous faisons quelque chose totalement différent... (mais) j'adore rechanter mes chansons différemment. Je veux vraiment faire cette tournée avec mes vieilles et actuelles chansons. Ces chansons représentent beaucoup pour moi, cet instant est si merveilleux et je veux le partager avec mes fans. »

## Accueil

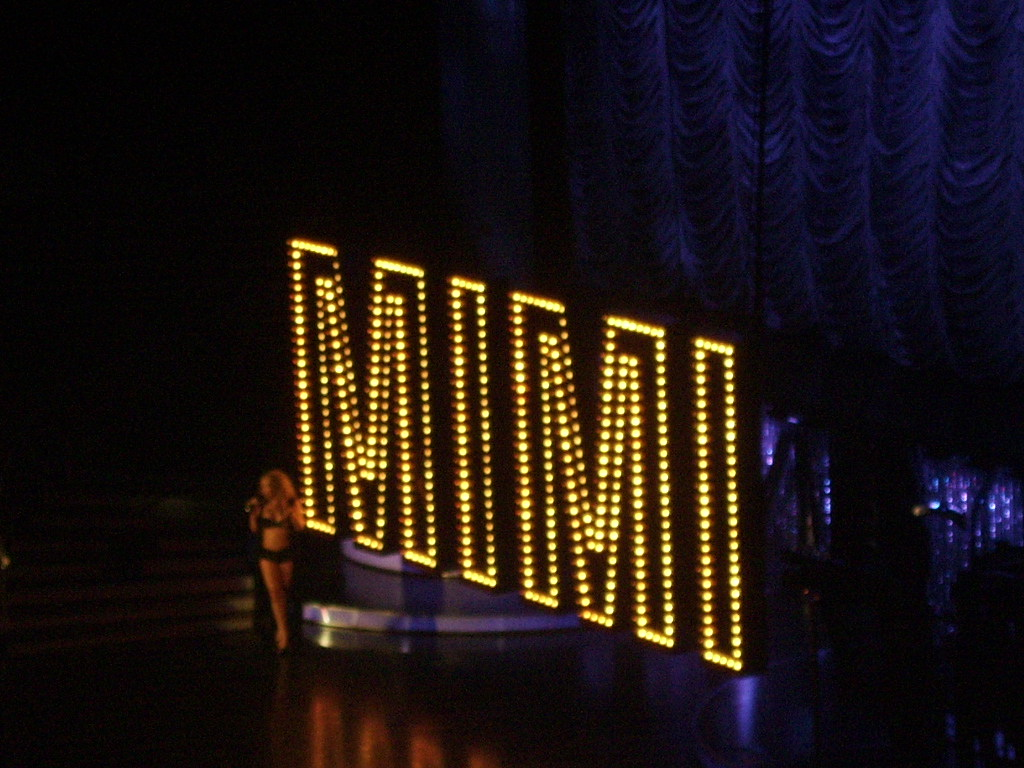
Une photo de la scène avec le mot MIMI, le logo de la tournée.

La tournée reçoit une attention médiatique, les critiques célèbrent la qualité de la voix de Carey et l'ensemble du concert. Tandis que la principale attraction de la tournée était sa voix, les critiques trouvent que le concert est excessif, avec beaucoup de changements de costumes et des vidéos pré-enregistrées tout au long de la tournée qui n'attirent pas l'attention du public. Suivant l'ouverture de son concert à Mimami, la critique Jennifer Vineyard écrit : « Si c'était facile, personne ne pourrait être en admiration malgré tout le reste – les premiers pépins de la soirée, les commérages et tout – elle s'est coincée ». Similairement, après le concert du 23 août au Madison Square Garden, le critique Rafer Guzman pense que Carey crée une grosse balance entre son matériel adult contemporain ancien et son nouveau matériel R'n'B. De plus, il complimente l'incorporation de ses nouvelles chansons, et écrit : « Carey chante des cadences rap, qui lui sert de refrain crooner propre et prouve qu'elle sait comment diriger une piste dance ». Au milieu de la tournée, Carey passe deux nuits à Hong Kong pour voir si elle peut faire des concerts après le Japon. Cependant, après le lancement des ventes, les spectacles ont dû être annulés après que le manager de Carey, Benny Medina, affirme que le promoteur du concert ne pourrait pas lui verser l'argent qui avait été convenu. Bien que n'étant pas réfuté, le promoteur affirme que 4 000 tickets ont été vendus, indépendamment de la quantité d'argent qu'ils ont utilisée pour les publicités. Medina dit que 8 000 tickets ont été vendus et que même si peu de gens avaient acheté les tickets, Carey aurait chanté pour eux si le promoteur avait rendu l'argent. Par conséquent, elle le poursuit pour un million de dollars afin de couvrir les coûts supplémentaires liés à l'annulation de ces concerts. Durant les dépositions des avocats, le promoteur affirme qu'il a annulé l'accord en raison des faibles ventes de tickets ainsi que des « exigences outrageuses de Carey ».